# 小行星11574

## 概述
小行星11574(d'Alviella)是一顆中等大小的小行星，位於小行星帶主要部分，在火星和木星之間運行。美國太空總署噴射推進實驗室 (JPL) 尚未將小行星11574歸類為潛在危險行星，因為它的軌道距離地球並不近。
小行星11574每 1,270 天（3.48 年）繞太陽一周，最近距離為 1.72 天文單位，最遠距離為 2.86 天文單位。小行星11574的直徑約 6.5 公里，比 99% 的小行星都要大，大小與舊金山灣相當。
已經觀察到小行星11574的自轉。它每 12.55 小時繞軸自轉一次。
小行星11574的軌道最近時距離地球軌道 0.71 天文單位。這意味著這顆小行星與地球之間始終存在著很遠的距離。
美國太空總署噴射推進實驗室的 CNEOS 進行的軌道模擬並未顯示任何近距離接近地球的跡象。

## 觀察
小行星11574的軌道是根據自 1977 年 2 月 18 日以來的觀測結果確定的。它最後一次被正式觀測是在 2023 年 6 月 25 日。國際天文學聯合會小行星中心記錄了 3,020 次用於確定其軌道的觀測結果。

## 類似天體
- 18 Melpomene (A852 MA)
- 80 Sappho (A864 JA)
- 136 Austria (A874 FA)